# جائزة فلسطين للآداب
جائزة فلسطين للآداب وهي إحدى جوائز دولة فلسطين في الآداب والفنون والعلوم الإنسانية، يمنحها رئيس دولة فلسطين سنويًا للمبدعين في حقل الآداب.

## محتويات الجائزة
تتكون جائزة فلسطين للآداب من العناصر التالية:
- الشعار.[1]
- شهادة تقديرية.[1]
- ميدالية تذكارية.[1]
- مكافأة نقدية قيمتها 10000 دولار أمريكي.[1]

## حائزون على الجائزة
- للعام 2023: عبد الناصر صالح، وطلال أبو شاويش.[2]
- للعام 2022: وليد الشرفا عن روايته "أرجوحة من عظام"، وخالد جمعة عن مجموعته الشعرية "قمرغريب فوق صانع النايات".[3]

- للعام 2021: محمد نصّار.[4]

- للعام 2020: إبراهيم السّعافين عن روايته "ظلال القطمون".[5]

- للعام 2019: محمود شقير عن مجموعته القصصية "سقوف الرّغبة"، وأكرم مسلم عن روايته "بنت من شاتيلا".[6]

- للعام 2017: ليلى الأطرش.[7]

- للعام 2015: زياد خداش، ومحمد علي طه.[8][9]